# Oedaspis escheri
Oedaspis escheri är en tvåvingeart som beskrevs av Mario Bezzi 1910. Oedaspis escheri ingår i släktet Oedaspis och familjen borrflugor. Inga underarter finns listade i Catalogue of Life.